# Гіреколь-тепе
Гіреколь-тепе — щитовий вулкан, розташований в регіоні Східна Анатолія на сході  Туреччини. Знаходиться на північ від озера  Ван.
Вулкан почав утворюватися в епоху плейстоцену. Вулканічна активність припинилася в голоцені. Вулканічні ґрунти складаються із застиглої вапняно-лужної магми. В історичний час не було зафіксовано будь-якої вулканічної діяльності.